# アーサー・ヘイズ・サルツバーガー
アーサー・ヘイズ・サルツバーガー（Arthur Hays Sulzberger、1891年9月12日 - 1968年12月11日）は、1935年から1961年にかけての『ニューヨーク・タイムズ』紙の発行人である。

## 生涯
サルツバーガーは1891年9月12日にニューヨークで生まれた。父は綿雑貨商のサイラス・レオポルド・サルツバーガー、母はレイチェル・ペイゾット・ヘイズ(Rachel Peixotto Hays)で、いずれもアシュケナジムとセファルディムという古いユダヤ人の家系の出身である。高祖父のベンジャミン・セイシャス(Benjamin Seixas)はニューヨーク証券取引所の創設者の一人であり、その兄は著名なラビで、アメリカ独立活動家のゲルショム・メンデス・セイシャスである。曽祖父のダニエル・レヴィ・マドゥロ・ペイゾット(Daniel Levy Maduro Peixotto)は著名な医師で、コロンビア大学医学部長だった。彼の曽祖父は、1801年から1850年までニューヨークの高級法執行官であったジェイコブ・ヘイズである。
1913年にコロンビア大学のコロンビア・カレッジを卒業した。1917年に、『ニューヨーク・タイムズ』発行人のアドルフ・オックスの一人娘のイフィゲネ・ベルタ・オックスと結婚した。1918年にニューヨーク・タイムズ・カンパニーに就職し、1935年に義父のアドルフ・オックスが亡くなると、その跡を継いで発行人に就任した。
1929年、コロンビア大学にユダヤ人諮問委員会（後のコロンビア・バーナード・ヒレル）を設立し、その役員を長年務めた。1944年から1959年まで同大学の評議員を務めた。また、1939年から1957年までロックフェラー財団の理事を務めた。1950年にはアメリカ芸術科学アカデミーのフェローに選出された。1954年、ニューヨーク市への顕著な貢献に対して、ニューヨーク百年協会のゴールドメダル賞を受賞した。
1961年、発行人の職を女壻のオービル・ドライフースに譲った。しかし、1963年にドライフースが亡くなったため、自身の長男のアーサー・オックス・"パンチ"・サルツバーガーをその後継とした。
サルツバーガーは、『ニューヨーク・タイムズ』における背景報道、写真、特集記事の使用を増やし、購読者を拡大した。写真伝送のためのファクシミリ通信の開発を監督し、ニューヨーク・タイムズ社のラジオ局WQXRをニュースと音楽を主体とした主要メディアに育て上げました。サルツバーガーの下で、『ニューヨーク・タイムズ』はパリとロサンゼルスにおいて遠隔操作による活字印刷機を使った新聞の発行を始めた。
サルツバーガーが言った言葉に、「脳が抜け落ちるほど心が開かれているべきだなどとは、私は提唱していない」というものがある。「我々ジャーナリストは、猫がジャンプしている方向を大衆に伝えている。大衆は猫の世話をするだろう」という言葉もサルツバーガーに帰せられている。
サルツバーガーは1968年12月11日にニューヨークで死去した。

## 政治的姿勢
サルツバーガーはユダヤ教改革派の信者である。シオニズムに反対するために1942年6月に設立されたアメリカユダヤ教協議会を熱烈に支持し、『ニューヨーク・タイムズ』でも取り上げさせていた。サルツバーガーは1946年の演説の中で、ホロコーストによるユダヤ人の死の一部はシオニズムのせいだとし、戦争中の難民危機は、建国を求める声がこの問題に計り知れない政治的要素を持ち込むまでは、社会的、経済的にも管理可能な問題だったと主張した。また、「シオニストが建国をあまり重視しなかったならば、何千人もの死者が生きていたかもしれないというのが私の判断である」と述べた。
シオニズムとイスラエルのユダヤ国家に反対する彼の立場は、ローレル・レフの2005年の著書"Buried by the Times"（日本語訳題：『ニューヨーク・タイムズの隠蔽』）で、ナチスのユダヤ人に対する残虐行為についての記述をニューヨーク・タイムズの裏表紙に意図的に葬り去ったとして非難されている。レフは、サルツバーガーの行為は、ユダヤ人の特別な被害者意識を軽視し、ヨーロッパのユダヤ人に対する救済プログラムへの支援を差し控えさせるためのものだと主張している。

## 私生活
1917年にイフィゲネ・ベルタ・オックスと結婚した。イフィゲネの父はアドルフ・オックス、母はアイザック・メイアー・ワイズの娘のエフィー・ワイズである。2人の間には4人の子供がいた。
長女のマリアン(1918–2019)は、オービル・ドライフースと結婚し、オービルは1961年に『ニューヨーク・タイムズ』発行人となったが1963年に死去した。その後、タイム社会長のアンドリュー・ハイスケルと再婚した。
次女のルース(1921–2017)は『チャタヌーガ・タイムズ』紙の発行人になった。ベン・ヘイル・ゴールデンと結婚したが、後に離婚した。2人の間の子供のアーサー・ゴールデンは、小説『さゆり』の著者である。
三女のジュディス(1923–2011)は医師であり、マシュー・ローゼンスタイン・ジュニア、ディック・コーエン、バド・レビンソンと結婚した。
長男のアーサー・オックス・"パンチ"・サルツバーガー(1926-2012)は、義兄のオービル・ドライフースの跡を継いで1963年に『ニューヨーク・タイムズ』発行人となり、1992年までその地位にあった。